# De Bagage
De Bagage is een personage uit de Schijfwereld, bedacht door de Britse fantasy-schrijver Terry Pratchett.

## De Bagage
De Bagage is een reiskist, gemaakt van het extreem zeldzame bezield perenhout. Deze houtsoort is volkomen immuun voor toverij. De Bagage heeft een soort van dierlijk instinct en zal er alles aan doen zijn eigenaar te volgen, zelfs wanneer deze zich bevindt in het domein van De Dood of over de rand van de wereld is gevallen. De Bagage beweegt zich voort dankzij honderden kleine beentjes, die ook kunnen worden ingetrokken. Hiermee kan de Bagage zeer snel uit de voetjes komen, wat erg handig is als het kistje weer eens de kans krijgt om een belager van zijn baasje te verorberen. Hierbij ontpopt de Bagage zich telkens weer als een vreselijk moorddadig monster.
Het inwendige van de Bagage is multidimensionaal: zo kan de bagage op het ene moment een rij blikkerende tanden vertonen, wat later vol zitten met gouden munten en weer wat later zijn "gewone" inhoud tonen, zijnde de reisbenodigdheden van zijn eigenaar. De kist doet overigens ook de was voor zijn baas: vuile en verkreukelde was verandert in schone en netjes gestreken kleren. De Bagage bevat ook de Octavo, het machtige toverboek dat werd achtergelaten door de schepper van de Schijfwereld.
De eerste eigenaar van de Bagage was Tweebloesem, de eerste toerist uit het Agetese Rijk. Hij schafte de kist aan in een van die mysterieuze zwerfwinkeltjes, die verschijnen en ook plotseling weer verdwijnen. Toen Tweebloesem weer terug naar zijn eigen land ging, gaf hij de Bagage aan zijn goede vriend Rinzwind. De bagage vergezelt de mislukte tovenaar in verschillende avonturen. Wanneer Rinzwind uiteindelijk het Tegenwichters Continent (waarop zich het Agatese Rijk bevindt) bezoekt, ontdekt hij dat hier vele loopkisten rondwandelen.
Tijdens de gebeurtenissen in Interessante Tijden ontmoet de Bagage een vrouwtjeskist, waarmee hij een aantal babykistjes maakt.

## Boeken met de Bagage
- De Kleur van Toverij
- Dat wonderbare licht
- Betoverkind
- Faust Erik
- Interessante Tijden
- Het Jongste Werelddeel
- The Last Hero